# حريق غابة خيوس 2012
حريق غابة خيوس 2012 حريق هائل اندلع في النصف الجنوبي من جزيرة خيوس اليونانية بعد الساعة الثانية صباحًا بقليل يوم السبت 18 أغسطس 2012.
هدد الحريق قاعدة الجيش بالقرب من فيساس. بحلول مساء يوم 20 أغسطس أفيد أنه تم إخلاء ما مجموعه تسع قرى حيث استمرت النيران في التقدم.
بحلول يوم الإثنين 20 أغسطس أفادت السلطات المحلية عن تدمير 7000 هكتار (16000 فدان) من الغابات والأراضي الزراعية. وأضافت التقارير الرسمية الصادرة في 20 أغسطس أن العديد من أشجار المصطكي في منطقة «ماستيشوشوريا» قد تم حرقها، وهو أحد المصادر العالمية القليلة لراتنج المصطكي المستخدم في الأغذية ومستحضرات التجميل والأدوية. فقد مربي النحل في خيوس 60 بالمائة من خلاياهم.
كان حوالي 360 من رجال الإطفاء والجنود والمتطوعين يحاولون السيطرة على الحرائق وإخمادها باستخدام طائرات الهليكوبتر وطائرات القصف المائي بالإضافة إلى 50 مركبة. طلبت الحكومة اليونانية المساعدة من طائرات من إيطاليا وإسبانيا للمساعدة ليس فقط في هذا ولكن ستة حرائق غابات أخرى اندلعت في أماكن أخرى في اليونان في 19 أغسطس وخمسة حرائق أخرى في 20 أغسطس.
في 18 أغسطس كان الدخان المتصاعد من الحريق مرئيًا جنوباً حتى جزيرة كريت، على بعد 350 كيلومترًا (230 ميلاً).